# ЗИЛ-4331
ЗИЛ-4331 — советский и российский среднетоннажный грузовой автомобиль семейства четвёртого (после-АМО-Ф-15, АМО-2, АМО-3, ЗИС-5, ЗИС-5V, ЗИС-15, ЗИС-150, ЗИЛ-164, и ЗИЛ-130) поколения, производившийся на Заводе имени Лихачёва. Сменил семейство моделей предыдущего поколения ЗИЛ-130 (431410) (впрочем, вне ЗИЛ-130 продолжал выпускаться до 2010 года). Начиная с данного поколения ЗИЛ переводил свои автомобили на работу на дизтопливе.
Помимо кабины, одним из важных конструктивных новшеств данного автомобиля, качественно отличающих его от предыдущего — ЗИЛ-130, является дизельный, «V»-образный, 8-цилиндровый двигатель поколения ЗИЛ-645 (вместо бензинового, поколения ЗИЛ-130).

## История создания
На Заводе имени Лихачёва модель ЗИЛ-4331 разрабатывали в 1970-е годы под обозначением ЗИЛ-169. Первые опытные образцы были готовы уже в 1976 году и были показаны Л. И. Брежневу при его посещении завода в этом же году.
Автомобиль должен был стать родоначальником новой, дизельной линейки грузовиков ЗИЛ. На него планировали поставить атмосферный дизельный двигатель ЗИЛ-645, с объёмно-плёночным смесеобразованием, мощностью 185 л. с. К этому двигателю прилагалась синхронизированная, механическая 9-ступенчатая коробка передач. Крылья, капот и облицовка радиатора были совмещены в один большой узел, откидывающийся вперёд. В первоначальной конструкции кабины фары ближнего света были установлены на откидывающийся капот, однако в процессе испытаний выявился недостаток такой конструкции — при езде по неровностям капот двигался и свет от фар «гулял» по дороге. В дальнейшем фары были перенесены на стальной бампер и проблема была устранена.
В 1980-е годы в соответствии с отраслевой нормалью ОН 025 270-66 машина получила новый индекс ЗИЛ-4331 и дорабатывалась вплоть до 1985 года. По причине финансовых трудностей подготовка к серийному производству затянулась. В 1987 году автомобиль вынужденно встал на конвейер с устаревшим «V»-образным, 8-цилиндровым бензиновым мотором ЗИЛ-508.10 предыдущего поколения мощностью 150 л. с. и 5-ступенчатой коробкой передач. Данная модификация получила индекс ЗИЛ-433110. Дизельная же версия с двигателем ЗИЛ-645 — ЗИЛ-433100 появилась чуть позднее в том же году. Их выпуск продолжался до 2003 года.
В 1993 году вышел автомобиль ЗИЛ-433360 — дальнейшее развитие ЗИЛ-431410 с новой кабиной 4331 и с бензиновым двигателем ЗИЛ-508.10, затем и аналогичный ЗИЛ-432900 с турбодизелем тракторного происхождения ММЗ Д-245.20 мощностью 108 л. с. Эти машины были самые массовые в линейке ЗИЛ-4331. С 2003 года они стали оснащаться бензиновыми и дизельными моторами высоких экологических классов Евро-2; Евро-3 (марки автомобилей ЗИЛ-433362 и ЗИЛ-432932). Их выпуск прекращён в 2014 году.
В сентябре 2016 года на Заводе имени Лихачёва был выпущен последний автомобиль, им стал грузовик модели ЗИЛ-43276Т — по сути, модифицированный ЗИЛ-4331.

## Модификации
- ЗИЛ-432900 — короткобазный бортовой, дизель ММЗ Д-245.29 (R4, 4,75 л, 105 л. с., Евро-0), база 3800 мм, грузоподъемность 6000 кг, МКП 5-ступенчатая. Выпускался с 1994 г.
- ЗИЛ-432930 — короткобазный бортовой, турбодизель ММЗ Д-245.9Е2 (R4, 4,75 л, 136 л. с., Евро-2), ММЗ Д-245.9Е3 (130 л. с., Евро-3) и ММЗ Д-245.9Е4 (130 л. с., Евро-4), база 3800 мм, грузоподъемность 6000 кг, контрольный расход топлива при постоянной скорости 60 км/ч — 20,7 л/100 км, МКП 5-ступенчатая. Выпускался с 2003 г.
- ЗИЛ-432920 — короткобазный бортовой, дизель ЗИЛ-0550 (V8, 6,28 л, 132 л. с., Евро-0, Евро-2), база 3800 мм, грузоподъемность 6000 кг, контрольный расход топлива при 60 км/ч — 20,5 л/100 км, МКП 5-ступенчатая. Выпускался с 1993 г.
- ЗИЛ-43276Т — шасси базового автомобиля, дизель ММЗ Д-245.9Е4-4014 экологического класса Евро-4, база 3800 мм, грузоподъемность 6000 кг, габаритный радиус разворота по внешней точке не превышал 6,9 м, МКП 5-ступенчатая. Выпускался с 2015 по 2016 года.

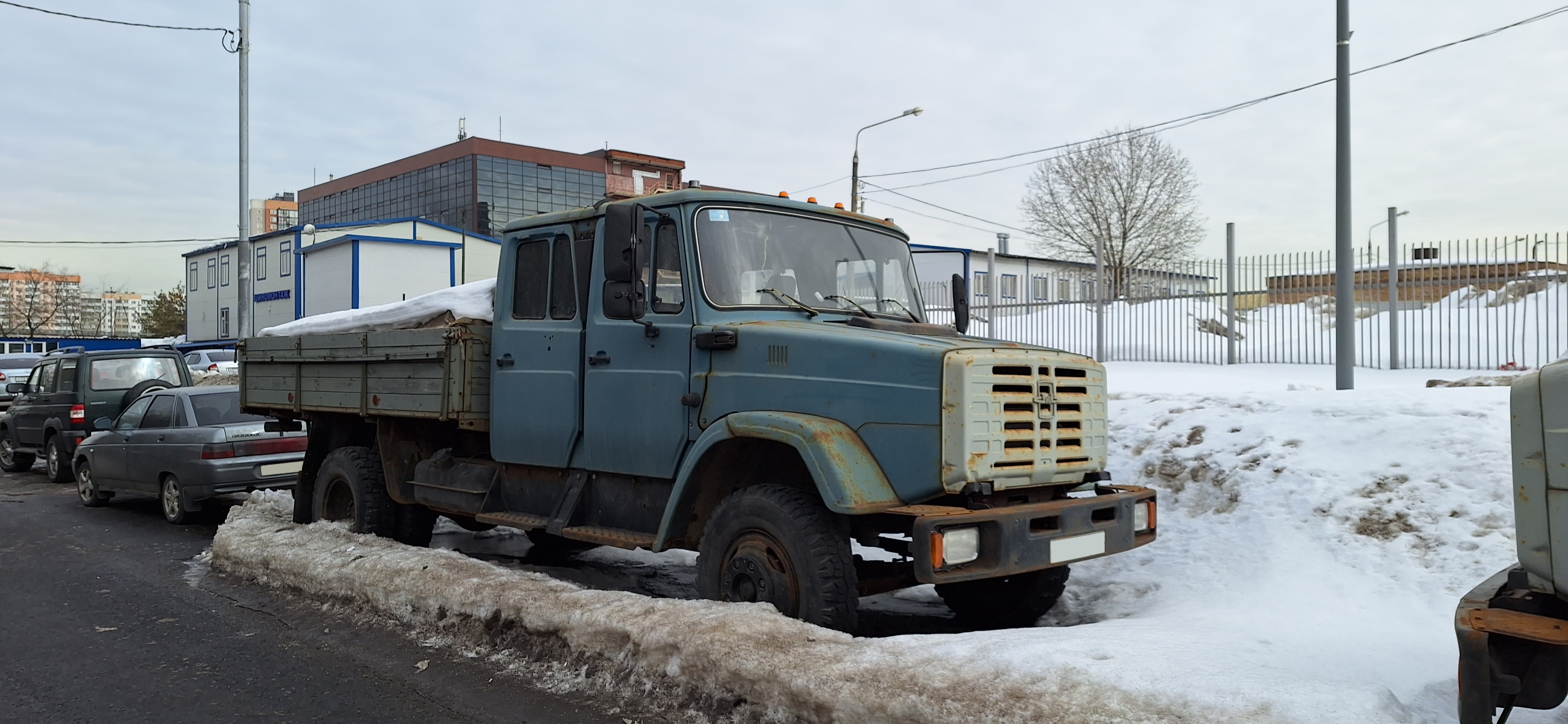
ЗиЛ-4331 с двухрядной кабиной.

- ЗИЛ-433100 — базовый бортовой автомобиль, дизель ЗИЛ-645 (V8, 8,74 л, 185 л. с., Евро-1), база 4500 мм, габаритный радиус разворота по внешней точке — 8,6 м, снаряжённая масса автомобиля 5500 кг, грузоподъемность до 7000 кг, МКП 9-ступенчатая, контрольный расход топлива при 60 км/ч — 18,4 л/100 км, автопоезда — 25,7 л/100 км, максимальная скорость движения при полной конструктивной массе на горизонтальном прямом участке сухого асфальтированного шоссе: одиночный автомобиль — 95 км/ч, автопоезд — 85 км/ч. Выпускался в 1987…2003 г.
- ЗИЛ-433102 — шасси базового автомобиля, снаряжённая масса автомобиля — 4685 кг, прочие технические данные аналогичны ЗИЛ-433100 за исключением параметров автопоезда.
- ЗИЛ-433104 — шасси пожарного автомобиля со спаренной кабиной, дизель ЗИЛ-645, снаряжённая масса автомобиля — 5300 кг, база 4500 мм, прочие технические данные аналогичны ЗИЛ-433100 за исключением параметров автопоезда.
- ЗИЛ-433106 — экспортный автомобиль.
- ЗИЛ-433107 — экспортный автомобиль в тропическом исполнении (производился для Кубы с 1988 г.)
- ЗИЛ-433110 — базовый бортовой автомобиль, двигатель карбюраторный ЗИЛ-508.10 (модернизированный ЗИЛ-130) экологического класса Евро-0, позднее ЗИЛ — 508300 (Евро-2 и Евро-3), база 4500 мм. Выпускался с 1987 г.
- ЗИЛ-43314Б — длиннобазный бортовой автомобиль с рамой от ЗИЛ-133Г4 и кабиной с двумя спальными местами, дизели на выбор: ЗИЛ-645, ЗИЛ-6454 (V8, 9,56 л, 200 л. с., Евро-1) и ЯМЗ-236А (V6, 11,15 л, 195 л. с., Евро-0, Евро-2), база 6100 мм, масса снаряжённого автомобиля 6470 кг, грузоподъемность до 7000 кг, выпускался под заказ в 1995…2002 гг.
- ЗИЛ-433116 — базовый экспортный автомобиль, двигатель карбюраторный ЗИЛ-508.10, позднее ЗИЛ-508300, база 4500 мм.
- ЗИЛ-433117 — базовый бортовой автомобиль в тропическом исполнении, двигатель карбюраторный ЗИЛ-508.10, база 4500 мм.
- ЗИЛ-433180 — базовый бортовой автомобиль с увеличенной до 8000 кг грузоподъемностью, дизель ММЗ Д-260.11Е2 (R6, 7,12 л, 178 л. с., Евро-2), база 4500 мм, габаритный радиус разворота по внешней точке — 8,6 м, снаряжённая масса автомобиля 6200 кг, МКП 9-ступенчатая, контрольный расход топлива при 60 км/ч — 19 л/100 км, максимальная скорость — 95 км/ч. Автомобиль отличался оригинальной маской капота с пластиковой облицовкой радиатора (из-за более длинного двигателя). Впервые был представлен в 2006 г.
- ЗИЛ-433182 — шасси базового автомобиля, дизель ММЗ Д-260.11Е2, база 4500 мм.
- ЗИЛ-4332А — длиннобазный бортовой автомобиль с длинной рамой от трехосного ЗИЛ-133Г4, дизель ЗИЛ-645, база 5600 мм, серийно не выпускался.
- ЗИЛ-4333 — короткобазный бортовой, дизель ЗИЛ-645, база 3800 мм, серийно не выпускался.
- ЗИЛ-433302 — короткобазное шасси, дизель ЗИЛ-645, серийно не выпускалось.
- ЗИЛ-433360 — короткобазный бортовой — дальнейшая модернизация ЗИЛ-431410(ЗИЛ-130) с кабиной типа 4331, двигатель карбюраторный ЗИЛ-508.10 (V8, 6,0 л, Евро-0), позднее ЗИЛ — 508300 (Евро-2 и Евро-3), база 3800 мм, грузоподъемность 6000 кг, МКП 5-ступенчатая. Выпускался с 1993 г.
- ЗИЛ-433362 — короткобазное шасси с двигателем ЗИЛ-508.10, позднее ЗИЛ — 508300, база 3800 мм. Выпускалось с 1993 г.
- ЗИЛ-4335 — базовый бортовой автомобиль и шасси, дизели импортные Cat-3116 (R6, 6,6 л, 185 л. с., Евро-2) или Cat-3114 (R4, 4,4 л, 150 л. с., Евро-2), база 4500 мм, оригинальная решетка радиатора, произведена ограниченная партия из 135 машин.
- ЗИЛ-4421 — седельный тягач (двигатель ЗИЛ-645, база 3800 мм) - впервые представлен в 1984 году на выставке "Сельхозтехника-84"[3]
- ЗИЛ-442160 — седельный тягач — дальнейшая модернизация ЗИЛ-441510(ЗИЛ-130В1) с кабиной типа 4331, двигатель ЗИЛ-508.10, позднее ЗИЛ — 508300, база 3300 мм.
- ЗИЛ-442300 — седельный тягач с кабиной 4331 со спальным местом, дизель ЗИЛ-645, ЯМЗ-236А или Cat-3116, база 4500 мм.

- ЗИЛ-433100 — базовый бортовой автомобиль, дизель ЗИЛ-645 (V8, 8,74 л, 185 л. с., Евро-1), база 4500 мм, габаритный радиус разворота по внешней точке — 8,6 м, снаряжённая масса автомобиля 5500 кг, грузоподъемность до 7000 кг, МКП 9-ступенчатая, контрольный расход топлива при 60 км/ч — 18,4 л/100 км, автопоезда — 25,7 л/100 км, максимальная скорость движения при полной конструктивной массе на горизонтальном прямом участке сухого асфальтированного шоссе: одиночный автомобиль — 95 км/ч, автопоезд — 85 км/ч. Выпускался в 1987…2003 г.
- ЗИЛ-433102 — шасси базового автомобиля, снаряжённая масса автомобиля — 4685 кг, прочие технические данные аналогичны ЗИЛ-433100 за исключением параметров автопоезда.
- ЗИЛ-433104 — шасси пожарного автомобиля с двойной кабиной, дизель ЗИЛ-645, снаряжённая масса автомобиля — 5300 кг, база 4500 мм, прочие технические данные аналогичны ЗИЛ-433100 за исключением параметров автопоезда.
- ЗИЛ-4331У — учебный бортовой автомобиль, технические данные аналогичны ЗИЛ-433100.
- ЗИЛ-433512 — шасси базового автомобиля предназначенное для последующего монтажа фургона, дизель Cat-3114 (R4, 4,4 л, 148 л. с.), база 4500 мм, снаряжённая масса автомобиля 5500 кг, грузоподъемность 6500 кг, МКП 9-ступенчатая.
- ЗИЛ-433110 — базовый бортовой автомобиль, двигатель карбюраторный ЗИЛ-508.10 (модернизированный ЗИЛ-130) экологического класса Евро-0, позднее ЗИЛ — 508300 (Евро-2 и Евро-3), база 4500 мм. Выпускался с 1987 г.
- ЗИЛ-433112 — шасси базового автомобиля, двигатель карбюраторный ЗИЛ-508.10 (модернизированный ЗИЛ-130) экологического класса Евро-0, позднее ЗИЛ — 508300 (Евро-2 и Евро-3), снаряжённая масса автомобиля — 4300 кг, база 4500 мм, прочие технические данные аналогичны ЗИЛ-433110 за исключением параметров автопоезда.
- ЗИЛ-433114 — шасси пожарного автомобиля с двойной кабиной, двигатель карбюраторный ЗИЛ 508.10 (V8, 6,0 л) или ЗИЛ-509.10 (V8, 7,0 л), снаряжённая масса автомобиля — 6880 кг, база 4500 мм, прочие технические данные аналогичны ЗИЛ-433110 за исключением параметров автопоезда.
- ЗИЛ-433530 — базовый бортовой автомобиль, двигатель ЗИЛ-5085.10 (6,0 л, 150 л.с.), предназначенный для работы на сжатом природном газе, база 4500 мм, серийно не выпускался.
- ЗИЛ-433610 — базовый бортовой автомобиль, двигатель ЗИЛ-5095.10 (7,0 л, 160 л.с.), предназначенный для работы на сжиженом газе, база 4500 мм, серийно не выпускался.
- ЗИЛ-433300 — базовый бортовой автомобиль, дизель ЗИЛ-645, база 3800 мм, серийно не выпускался.
- ЗИЛ-433302 — шасси базового автомобиля, дизель ЗИЛ-645, база 3800 мм, серийно не выпускался.
- ЗИЛ-433360 — базовый бортовой автомобиль — дальнейшая модернизация ЗИЛ-431410(ЗИЛ-130) с кабиной типа 4331, двигатель карбюраторный ЗИЛ-508.10 (V8, 6,0 л, Евро-0), позднее ЗИЛ — 508300 (Евро-2 и Евро-3), база 3800 мм, грузоподъемность 6000 кг, МКП 5-ступенчатая. Выпускался с 1993 г.
- ЗИЛ-433362 — шасси базового автомобиля — дальнейшая модернизация ЗИЛ-431412(ЗИЛ-130) с кабиной типа 4331, двигатель карбюраторный ЗИЛ-508.10 (V8, 6,0 л, Евро-0), позднее ЗИЛ — 508300 (Евро-2 и Евро-3), снаряжённая масса автомобиля — 3945 кг, база 3800 мм. Габаритная длина — 6620 мм. Выпускалось с 1993 г.
- ЗИЛ-494560 — шасси базового автомобиля, двигатель карбюраторный ЗИЛ-508.10 (V8, 6,0 л, Евро-0), позднее ЗИЛ — 508300 (Евро-2 и Евро-3), снаряжённая масса автомобиля — 3915 кг, база 3800 мм. Габаритная длина — 6275 мм.
- ЗИЛ-433364 — шасси пожарного автомобиля с двойной кабиной, двигатель карбюраторный ЗИЛ-508.10 (V8, 6,0 л, Евро-0), позднее ЗИЛ — 508300 (Евро-2 и Евро-3), снаряжённая масса автомобиля — 4565 кг, база 3800 мм.
- ЗИЛ-432900 — базовый бортовой автомобиль, дизель ММЗ Д-245.20 (R4, 4,75 л, 105 л. с., Евро-0), база 3800 мм, грузоподъемность 6000 кг, МКП 5-ступенчатая. Выпускался с 1994 г.
- ЗИЛ-432902 — шасси базового автомобиля, дизель ММЗ Д-245.20 (R4, 4,75 л, 105 л. с., Евро-0), база 3800 мм, снаряженная масса 3945 кг, МКП 5-ступенчатая. Выпускался с 1994 г.
- ЗИЛ-432910 — базовый бортовой автомобиль, дизель ЗИЛ-0550 (V8, 6,28 л, 132 л. с., Евро-0), база 3800 мм, грузоподъемность 6000 кг, МКП 5-ступенчатая. Выпускался с 1995 г.
- ЗИЛ-432912 — шасси базового автомобиля, дизель ЗИЛ-0550 (V8, 6,28 л, 132 л. с., Евро-0), база 3800 мм, снаряженная масса 4770 кг, МКП 5-ступенчатая. Выпускался с 1995 г.
- ЗИЛ-432930 — базовый бортовой автомобиль, турбодизель ММЗ Д-245.9Е2 (R4, 4,75 л, 136 л. с., Евро-2), ММЗ Д-245.9Е3 (130 л. с., Евро-3) и ММЗ Д-245.9Е4 (130 л. с., Евро-4), база 3800 мм, грузоподъемность 6000 кг, контрольный расход топлива при постоянной скорости 60 км/ч — 20,7 л/100 км, МКП 5-ступенчатая. Выпускался с 2003 г.
- ЗИЛ-432932 — шасси базового автомобиля, турбодизель ММЗ Д-245.9Е2 (R4, 4,75 л, 136 л. с., Евро-2), ММЗ Д-245.9Е3 (130 л. с., Евро-3) и ММЗ Д-245.9Е4 (130 л. с., Евро-4), база 3800 мм, снаряжённая масса автомобиля — 4230 кг, контрольный расход топлива при постоянной скорости 60 км/ч — 20,7 л/100 км, МКП 5-ступенчатая. Габаритная длина — 6620 мм. Выпускалось с 2003 г.
- ЗИЛ-497442 — шасси базового автомобиля, турбодизель ММЗ Д-245.9Е2 (R4, 4,75 л, 136 л. с., Евро-2), ММЗ Д-245.9Е3 (130 л. с., Евро-3) и ММЗ Д-245.9Е4 (130 л. с., Евро-4), база 3800 мм, снаряжённая масса автомобиля — 4230 кг, контрольный расход топлива при постоянной скорости 60 км/ч — 20,7 л/100 км, МКП 5-ступенчатая. Габаритная длина — 6320 мм.
- ЗИЛ-43276Т — шасси базового автомобиля, дизель ММЗ Д-245.9Е4-4014 экологического класса Евро-4, база 3800 мм, снаряженная масса автомобиля — 4170 кг, габаритный радиус разворота по внешней точке не превышал 6,9 м, МКП 5-ступенчатая. Выпускался с 2015 по 2016 год.
- ЗИЛ-534330 — базовый бортовой автомобиль, грузоподъемность 8000 кг, дизель ЯМЗ-236 (195 л. с.), база 4500 мм, МКП 9-ступенчатая.
- ЗИЛ-534332 — шасси базового автомобиля, дизель ЯМЗ-236 (195 л. с.), база 4500 мм, снаряжённая масса автомобиля 5730 кг, МКП 9-ступенчатая.
  - ГолАЗ-4242 — автобус, построенный на этом шасси[4][5].
- ЗИЛ-53244Б — шасси, предназначенное для автобуса ГолАЗ- 4242, дизель ЯМЗ-236 (195 л. с.), база 5600 мм. Выпускался с 1999 по 2002 гг.
- ЗИЛ-433180 — базовый бортовой автомобиль, грузоподъемность 8000 кг, дизель ММЗ Д-260.11Е2 (R6, 7,12 л, 178 л. с., Евро-2), база 4500 мм, габаритный радиус разворота по внешней точке — 8,6 м, МКП 9-ступенчатая, контрольный расход топлива при 60 км/ч — 19 л/100 км, максимальная скорость — 95 км/ч. Автомобиль отличался оригинальным оформлением передней части капота, выполненным из пластика (из-за более длинного двигателя).
- ЗИЛ-433182 — шасси базового автомобиля, дизель ММЗ Д-260.11Е2, база 4500 мм, снаряжённая масса автомобиля 4900 кг, МКП 9-ступенчатая.
- ЗИЛ-433184 — шасси пожарного автомобиля с двойной кабиной, дизель ММЗ Д-260.5Е3, база 4500 мм, снаряжённая масса автомобиля 8750 кг, МКП 6-ступенчатая.
- ЗИЛ-433200 (ЗИЛ-43320А) — длиннобазный бортовой автомобиль с рамой от трехосного ЗИЛ-133Г4 и со стандартной кабиной или кабиной со спальным местом, дизель ЗИЛ-645 или ЗИЛ-508.10, база 5600 мм, серийно не выпускался.
- ЗИЛ-43314Б — длиннобазный бортовой автомобиль с рамой от ЗИЛ-133Г4 и кабиной с двумя спальными местами, дизель ЗИЛ-645, база 6100 мм, масса снаряжённого автомобиля 6470 кг, грузоподъемность 6000 кг, выпускался под заказ в 1995…2002 гг.
- ЗИЛ-442100 — седельный тягач, двигатель ЗИЛ-645, база 3800 мм
- ЗИЛ-442300 — седельный тягач с кабиной со спальным местом, двигатель ЗИЛ-645, база 3800 мм
- ЗИЛ-44231 — седельный тягач с кабиной со спальным местом, дизель ЗИЛ-645, база 4500 мм.
- ЗИЛ-442160 — седельный тягач — дальнейшая модернизация ЗИЛ-441510(ЗИЛ-130В1) с кабиной типа 4331, двигатель ЗИЛ-508.10, позднее ЗИЛ — 508300, база 3300 мм.
- ЗИЛ-44231А — седельный тягач с кабиной со спальным местом, дизель Cat-3116, база 4500 мм.
- ЗИЛ-541700 — седельный тягач с кабиной со спальным местом, дизель ЗИЛ-6453.10, база 4500 мм.
- ЗИЛ-541720 — седельный тягач с дневной кабиной 4331, дизель ЯМЗ-236НЕ2, база 3800 мм.
- ЗИЛ-541730 — седельный тягач с кабиной 4331 со спальным местом, дизель ЯМЗ-236А, база 4500 мм.
- ЗИЛ-541740 — седельный тягач с кабиной 4331 со спальным местом, дизель ЯМЗ-236НЕ2, база 3800 мм.
- ЗИЛ-541760 — седельный тягач с дневной кабиной 4331, дизель ЯМЗ-236А, база 3800 мм.
- ЗИЛ-54236А — седельный тягач с кабиной 4331 со спальным местом, дизель Cat-3116, база 4500 мм.

## ЗИЛ-4329В*
ЗИЛ-4329В* — российский среднетоннажный грузовой автомобиль производства Завода имени Лихачёва. На опытных автомобилях была установлена кабина от MAN L2000. В апреле 2009 года на автосборочном производстве состоялась исследовательская сборка автомобиля ЗИЛ-4329В3 с бескапотной кабиной.

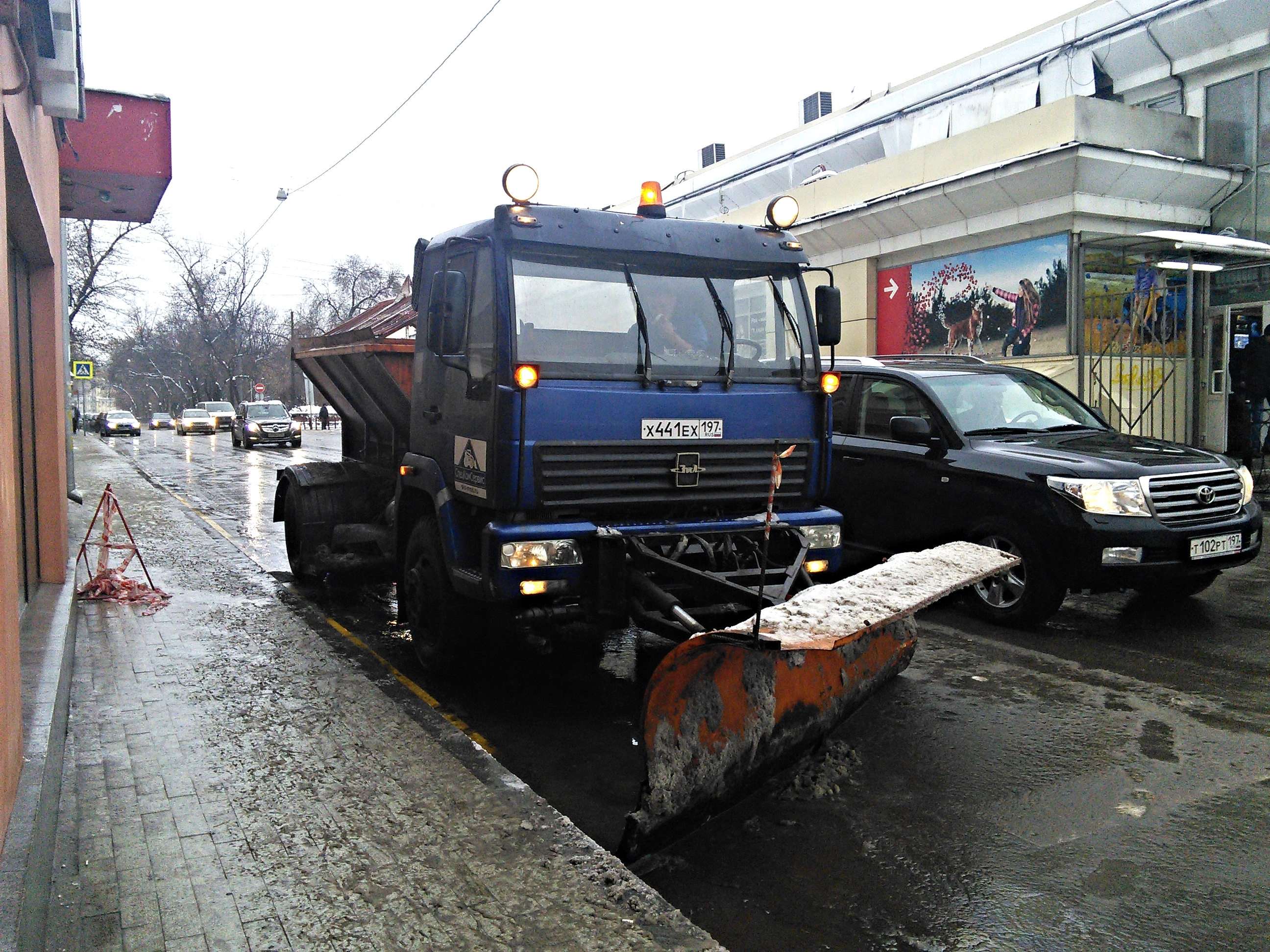
ЗИЛ-4329В

### Информация
От других автомобилей Завода имени Лихачёва ЗИЛ-4329В отличается бескапотной кабиной. После ЗИЛ-170, это был второй по счёту автомобиль с бескапотной компоновкой.
В 2002 году был представлен экспериментальный прототип ЗИЛ-4Э4362 грузоподъёмностью 5 тонн.  Позднее, в 2006 году на ММАС были представлены два автомобиля ЗИЛ-4362МО и ЗИЛ-4329МО семейства «Кентавр» грузоподъемностью 4,5 и 6 тонн соответственно. На автомобилях применили кабину от MAN L2000.  Позднее, в связи со сворачиванием выпуска кабин серии L2000 на заводе MAN, был заключен договор с китайской компанией Sinotruk. По этому договору  Sinotruk должна была поставлять на завод ЗИЛ свои бескапотные кабины серии ZW2000 производимые по лицензии MAN для их последующей установки на модели ЗИЛ-4329В1 с грузовой платформой, шасси ЗИЛ-4329В3 и ЗИЛ-4329BL с кузовом «мультилифт». По мнению конструкторов, автомобили на выставке не только выставочные прототипы, но и в полном образе предсерийные образцы. Правительство Москвы заказало только десять автомобилей ЗИЛ-4329В3 для работы в коммунальном хозяйстве, хотя планировалось производство 200 единиц.
Как и ЗИЛ-4331, 4329В производился на шасси ЗИЛ-431410, но с бескапотной кабиной. Более длинная модель — 4329ВL. Колёсная база составляет 4680 мм. Некоторые транспортные средства комплектовались двигателем Д-245.30 мощностью 151 л. с.

### Модификации
- ЗИЛ-4362МО — опытный образец бортового автомобиля грузоподъемностью 4500 кг с бескапотной кабиной MAN L2000, база 3500 мм.
- ЗИЛ-4329МО — опытный образец бортового автомобиля грузоподъемностью 6000 кг с бескапотной кабиной MAN L2000, база 3500 мм.
- ЗИЛ-4331М4 — пожарный автомобиль с бескапотной двухрядной кабиной MAN L2000, база 3800 мм.
- ЗИЛ-230100 — опытный образец бортового автомобиля грузоподъемностью 2000 кг с зауженной на 15 см бескапотной кабиной Sinotruk ZW 2000, база 3320 мм.
- ЗИЛ-4329В1 — бортовой автомобиль грузоподъемностью 6000 кг с бескапотной кабиной Sinotruk ZW 2000, база 3800 мм.
- ЗИЛ-4329В3 — шасси с бескапотной кабиной Sinotruk ZW 2000, турбодизель ММЗ Д-245.9Е3 (130 л. с., Евро-3), база 3800 мм, снаряженная масса 4098 кг.
- ЗИЛ-4329ВL — мультилифт с бескапотной кабиной Sinotruk ZW 2000, турбодизель ММЗ Д-245.9Е3 (130 л. с., Евро-3), база 4680 мм, грузоподъемность 4500 кг.

## ЗИЛ-4329**

### Модификации
- ЗИЛ-4329МЕ — бортовой автомобиль с кабиной ЗИЛ-530100, колесная база 4680 мм.
- ЗИЛ-4329АР — автоэвакуатор с КМУ с кабиной ЗИЛ-530100, колесная база 4680 мм.
- ЗИЛ-4329КМ — бортовой автомобиль "Дорожный мастер" с КМУ  с кабиной ЗИЛ-530100, колесная база 4680 мм.
- ЗИЛ-4329DM — бортовой автомобиль "Дорожный мастер" с КМУ с двухрядной кабиной ЗИЛ-530104, колесная база 5700 мм.